# ميخائيل براينت (لاعب كريكت)
ميخائيل براينت (5 أبريل 1959 - ) (بالإنجليزية: Michael Bryant)‏ هو لاعب كريكت بريطاني.